# 작은견장과일박쥐
작은견장과일박쥐(Epomophorus minor)는 큰박쥐과에 속하는 박쥐의 일종이다. 잠비아와 탄자니아, 모잠비크 그리고 케냐에서 발견된다.